# Émilie du Châtelet
Pour les articles homonymes, voir du Châtelet, Famille Le Tonnelier de Breteuil et Breteuil.
Gabrielle Émilie Le Tonnelier de Breteuil, marquise du Châtelet (également du Chastelet, ou du Chastellet), née le 17 décembre 1706 à Paris et morte le 10 septembre 1749 à Lunéville, est une femme de lettres, mathématicienne et physicienne française, figure du Siècle des Lumières.
Elle est renommée pour sa traduction en français des Principia Mathematica de Newton, qui fait encore autorité aujourd'hui. Elle a aussi contribué à diffuser en France l'œuvre physique de Leibniz, notamment en prouvant expérimentalement sa théorie selon laquelle l'énergie cinétique (appelée à l'époque « force vive ») est proportionnelle à la masse et au carré de la vitesse.
Elle a eu une longue liaison avec Voltaire, qui l'a encouragée à poursuivre ses recherches scientifiques, mais c'est Samuel König, disciple de Jean Bernoulli, qui lui fait découvrir la physique de Leibniz.

## Biographie

### Enfance et éducation
Issue de la noblesse, Gabrielle Émilie Le Tonnelier de Breteuil est la fille aînée de Louis Nicolas Le Tonnelier, baron de Breteuil (1648-1728), officier introducteur des Ambassadeurs à la Cour de Louis XIV, et de sa seconde épouse Gabrielle-Anne de Froulay ; elle grandit avec ses frères, dont Charles-Auguste (1701-1731), baron de Preuilly et Élisabeth-Théodose Le Tonnelier de Breteuil (1712-1781) qui sera aussi connu comme l'abbé de Breteuil.
Émilie du Châtelet vit dans un milieu ouvert ; ses parents organisent un cercle littéraire aux réunions duquel elle est autorisée à assister. Ils reçoivent dans leur salon parisien des scientifiques, philosophes et écrivains tels que Fontenelle, qui lui donnera des cours de sciences, Jean-Baptiste Rousseau, ou encore François-Marie Arouet (qui n'a pas encore pris le pseudonyme de Voltaire). Elle fréquente ainsi des intellectuels dès l’enfance et reçoit une éducation qui n'est alors que rarement dispensée aux filles, dont l'éducation se fait généralement au couvent. Son père fait venir pour elle des précepteurs, comme il l'avait fait pour ses deux fils aînés. Lui-même lui enseigne le latin et, douée pour les études, Émilie du Châtelet sait lire couramment l’allemand, l’anglais, le grec et le latin dès ses douze ans,. Ses précepteurs lui enseignent la philosophie naturelle, ce qui correspond à l'époque aux sciences (mathématiques, astronomie, physique, chimie et biologie). Dès sa jeunesse, elle a le goût de l'étude, privilégiant les domaines scientifiques. Elle souhaite comprendre l'univers et ce qui le régit. Elle aime particulièrement les mathématiques et poursuivra notamment l'étude de cette matière et de la physique en prenant des cours auprès de savants de renom et en lisant les ouvrages majeurs de physique.
Émilie du Châtelet est par ailleurs douée pour la musique, apprend à jouer du clavecin et à chanter l’opéra ; elle pratique également la danse et le théâtre.
Présentée à seize ans à la cour du Régent par son père, elle est séduite par les plaisirs que cette vie offre, cédant à certaines extravagances, collectionnant les robes, les chaussures, adorant les bijoux. C'est une deuxième passion dans sa vie et Voltaire la surnommera « Madame Pompon-Newton »,.

### Mariage

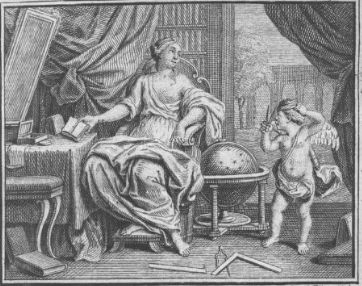
Représentation de Gabrielle Émilie du Châtelet dans l'ouvrage de Voltaire Éléments de la philosophie de Newton, édition Étienne Ledet, 1738.

Elle épouse le 20 juin 1725 le marquis Florent Claude du Châtelet (ou du Chastellet)(1695-1765), seigneur de Villethierry. Celui-ci a trente ans et elle dix-neuf. Elle vit quelque temps à Semur-en-Auxois, dont son époux est gouverneur. Selon la comtesse de Genlis, elle y aurait rencontré Monsieur de Mézières, le grand-père de celle-ci, qui l'aurait initiée aux sciences mathématiques.
Le marquis, pris par sa carrière militaire, ne voit sa femme que très rarement. Se rendant compte de ses propres limites autant que des capacités intellectuelles de sa femme, son mari la laisse vivre librement. Il était fréquent pour les aristocrates de l'époque d'avoir des liaisons. Ils seront amis toute leur vie, et l'épouse fera attention à « (…) le ménager et (à) sauvegarder les apparences » dans la société.
Le couple a quatre enfants :
- Françoise Gabrielle Pauline, née le 30 juin 1726[11], mariée à Paris à l’âge de 16 ans, en 1743, à Alfonso Carafa, 5e duc de Montenero (16 décembre 1713 - 23 janvier 1760), elle meurt en 1754, âgée de 28 ans, après une dizaine de grossesses ;
- Louis Marie Florent du Châtelet (20 novembre 1727[11] - guillotiné le 13 décembre 1793), marié en 1752 à Diane Adélaïde de Rochechouart ;
- Victor Esprit, né le 11 avril 1733, mort au berceau, le dimanche 29 août 1734 ;
- Stanislas-Adélaïde, une fille dont le père est en fait Jean-François de Saint-Lambert, née le 4 septembre 1749 ; sa naissance entraîne la mort d'Émilie du Châtelet six jours après, elle-même ne vivant que vingt mois, jusqu'au 6 mai 1751.

### Relation avec Voltaire
En 1732, tandis que son époux participe à la guerre de Succession de Pologne, Émilie du Châtelet quitte Semur-en-Auxois pour Paris.
L’assiduité et le goût de l’étude qu’elle montre avec précocité et qui est un des axes principaux de son livre Discours sur le bonheur, ne l’empêchent pas de mener la vie plutôt volage d’une dame noble sous la Régence. Elle sera la maîtresse du marquis de Guébriant, du maréchal de Richelieu, de Pierre Louis Moreau de Maupertuis, membre de l'Académie des sciences, auprès duquel elle prit des cours de mathématiques,,, et qui fut le premier savant français à relayer les théories d'Isaac Newton en France.
Or, entre 1726 et 1729, l'écrivain, poète et philosophe Voltaire, exilé en Angleterre à la suite d'une impertinence envers le chevalier de Rohan, découvre les idées nouvelles de Bacon, Newton et Locke, qui modifient sa pensée ; il y publie également les Lettres philosophiques, qui montrent, entre autres, l'avancée de la physique newtonienne au détriment de celle de Descartes. Ces lettres décrivent aussi les institutions politiques et économiques anglaises ainsi que la vie intellectuelle et religieuse ; le Parlement de Paris comprendra d'ailleurs qu'implicitement, elles critiquent la monarchie française, et il fera brûler l'ouvrage ; toutefois, les Lettres philosophiques remporteront un grand succès hors de France. En 1733, Voltaire est encore dans la tourmente créée par tout ceci, lorsque la duchesse de Saint-Pierre lui présente Émilie du Châtelet. Tous deux s'étaient déjà côtoyés dans les salons du baron de Breteuil alors qu'elle n'avait qu'une dizaine d'années, et à présent ils deviennent amants. 

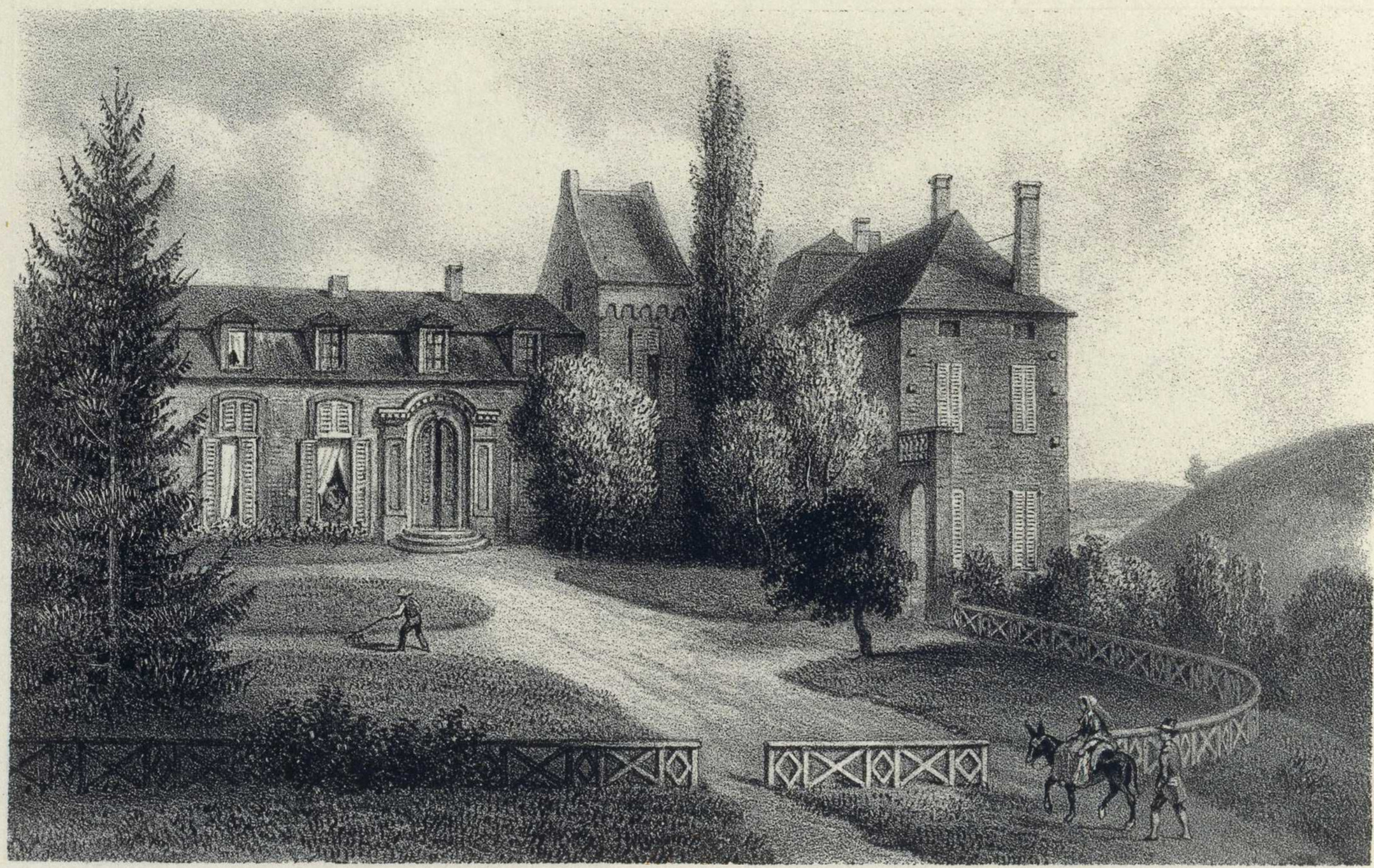
Le château de Cirey. Lithographie de 1854.

Voltaire a trente-neuf ans, Émilie du Châtelet, vingt-sept, leur liaison durera quinze ans. Dès 1734, elle accueille le philosophe chez elle, dans son château de Cirey (Cirey-sur-Blaise), dans le duché de Lorraine alors largement indépendant du royaume de France. Voltaire ayant dû quitter Paris en 1735 parce qu'il est menacé par une lettre de cachet, ils y emménagent, le rénovent et aménagent notamment une importante bibliothèque et achètent des instruments scientifiques — Voltaire ayant eu les moyens pour cela. Ils passeront quatre ans loin de la vie mondaine qu'affectionnait la marquise et travailleront ensemble. Voltaire la pousse à traduire Newton — peu connu en France à cette époque, — et l'aide à prendre conscience de la liberté de penser par elle-même. 
Ayant eu la chance d’avoir un père ne la considérant pas comme une « fille à doter et à marier », Émilie du Châtelet a désormais celle d’avoir un ami la considérant comme son égale. Voltaire se montra toujours admiratif, louant son intelligence et ses qualités, dont celle, non des moindres, de ne jamais médire des autres dans un monde aussi méchant que spirituel. Émilie du Châtelet contribue quant à elle à la formation scientifique de Voltaire et à une partie de ses travaux. Voltaire l’encourage à approfondir ses connaissances en physique et en mathématiques. En effet, il lui reconnaissait des aptitudes particulières, supérieures aux siennes en ce domaine de la « philosophie naturelle » — c'est ainsi qu'on appelait les sciences physiques à cette époque. Dans ce domaine, longtemps presque exclusivement masculin, Émilie du Châtelet est considérée comme l'une des premières femmes scientifiques d'influence dont on ait conservé les écrits.
Émilie du Châtelet étudie Leibniz, se concerte avec Clairaut, Maupertuis, König, Bernoulli, Euler, Réaumur, autant de personnages auxquels on doit l’avènement des « sciences exactes », substantif qui n’existait pas encore à cette époque. Elle les fait venir à Cirey pour qu'ils lui donnent des cours particuliers et correspond avec eux, ainsi qu'avec Christian von Wolff, Charles Marie de La Condamine et François Jacquier. Quand elle entreprendra la traduction des Principia Mathematica de Newton, elle ira jusqu’à consulter Buffon.

### Relations sociales et familiales
Moquée par les dames de la Cour, comme la baronne de Staal-de Launay, et plus encore par Madame du Deffand qui la jalousait, Émilie du Châtelet— à qui étaient reprochés quelques travers « un peu ridicules », comme de se plaindre du bruit l’empêchant de « penser » et de se concentrer sur ses expériences nécessitant un matériel rare et bien peu utilisé alors — ne s’en indigna jamais, laissant dire les mauvaises langues. Sa position sociale la mettait sans doute à l’abri des commentaires acides, mais son esprit, sa véritable noblesse, la situait certainement au-dessus des propos aigres et jaloux des brillantes épistolières, fussent-elles les meilleures et les plus fines de son époque. Elle était l'invitée, comme toutes ces dames des salons littéraires et des fêtes, des Grandes Nuits de Sceaux donnés au château de Sceaux par la duchesse du Maine, dans le cercle des Chevaliers de la Mouche à Miel.
François-Victor Le Tonnelier de Breteuil a favorisé, comme ministre de la Guerre, ses proches, en particulier la belle-famille de sa cousine germaine, Émilie du Châtelet. Par contre, en tant que chef de la maison de Breteuil, il n’apprécie guère que la fille de son oncle Louis Nicolas Le Tonnelier, baron de Breteuil, devienne en 1734 la maîtresse de Voltaire, qui est pour lui « un bourgeois et un provocateur ». Juste avant cette liaison, il avait été le parrain de son fils, Victor Esprit, le 11 avril 1733. Il est à cette époque chancelier de la reine.
Elle a fréquenté la cour de Louis XV à Versailles et les grands salons aristocratiques parisiens. Elle était amie avec Françoise de Graffigny et cette dernière vint un temps au château de Cirey, entre décembre 1738 et mars 1739, dans la période où Voltaire y séjournait également ; celle-ci sera le témoin de l'intérêt pour le théâtre dans le château : la marquise du Châtelet faisait ainsi jouer des pièces de théâtre, en particulier celles de Voltaire, à ses invités, les faisant répéter des heures durant. 
Elle ne paraît jamais en société sans être extrêmement maquillée et couverte de diamants, rubans et fanfreluches, et a un goût immodéré pour les jeux de cartes qui lui occasionne un certain nombre de dettes. 

### Académicienne
Émilie du Châtelet fut élue membre de l'Académie des sciences de l'institut de Bologne,, la seule de l'époque à accepter en son sein des femmes, ; elle est inscrite sur le registre des membres le 1er avril 1746 et est très fière de cette reconnaissance.

### Lunéville

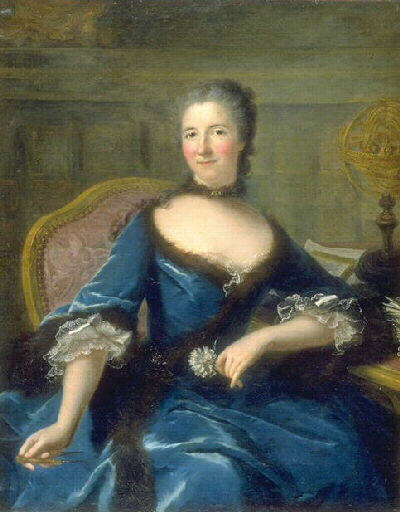
Portrait par Marianne Loir, musée des Beaux-Arts de Bordeaux.

Lunéville est alors le lieu où se trouve la cour du duc de Lorraine Stanislas Leszczynski, ex-roi de Pologne et beau-père de Louis XV, dans un château construit, comme Versailles, à l'écart de la capitale, Nancy. Émilie du Châtelet fréquente aussi la cour de Stanislas.
Voltaire et elle sont au départ attirés à Lunéville par le confesseur de Stanislas, le jésuite Joseph de Menoux (1695-1766), qui souhaite battre en brèche l'influence de la favorite, la marquise de Boufflers (Marie-Françoise de Beauvau-Craon). L'idée d'aller à Lunéville intéresse Voltaire, notamment parce qu'il a évoqué le rôle de Stanislas dans son Histoire de Charles XII.

### Mort
Peu après leur arrivée, en février 1748, Émilie du Châtelet s’éprend avec réciprocité du poète et militaire Jean-François de Saint-Lambert, officier en poste à Nancy, poète, jusque-là amant de la marquise de Boufflers. Elle reste toutefois liée d’amitié avec Voltaire, avec qui elle voyage entre Lunéville, Paris et Cirey en 1748 et 1749. Dans les premiers mois de cette année, elle découvre qu'elle est enceinte de Saint-Lambert. Revenue à Lunéville pour l'accouchement, elle donne naissance dans la nuit du 3 au 4 septembre 1749 à une fille, Stanislas-Adélaïde ; mais Émilie du Châtelet meurt six jours plus tard, d'une fièvre puerpérale. Son mari, Saint-Lambert et Voltaire sont présents jusqu’au bout. Leur fille, Adélaïde-Stanislas du Châtelet, ne lui survit que de vingt mois et meurt le 6 mai 1751 à Lunéville.[réf. nécessaire]
Émilie du Châtelet est inhumée dans l'église paroissiale Saint-Jacques de Lunéville,.
Voltaire se charge de faire publier la fameuse traduction que son amie avait faite du traité de Newton et qu’elle avait envoyée à la bibliothèque du roi, craignant une fin prochaine.

## Travaux et recherches

### Participation à des discussions scientifiques
Bien que souhaitant participer à des débats scientifiques, Émilie du Châtelet en est empêchée par certains règlements de l'époque : d'une part, les conférences de l'Académie des sciences de Paris sont le lieu par excellence de discussions concernant les sujets de recherche, mais elles sont interdites aux femmes ; d'autre part, les lieux de discussion entre scientifiques renommés que sont les cafés parisiens refusent également les femmes. En 1734, Émilie du Châtelet finit par se présenter vêtue en homme au Café Gradot, tournant le règlement en ridicule et pouvant enfin entrer et discuter avec de nombreux mathématiciens, astronomes et physiciens, y compris Maupertuis.
Elle échange avec les mathématiciens davantage dans l'esprit d'échanges de collaboration que dans un esprit d'étudiante, même si elle parfait dans le même temps sa formation ; certains de ses interlocuteurs sont alors Maupertuis et Clairaut — ce dernier, qui connait aussi les théories de Newton, est un mathématicien et physicien célèbre en Europe, et il demeura l'un de ses professeurs jusqu'à la mort d’Émilie du Châtelet.

### Travaux communs avec Voltaire
Voltaire et du Châtelet ont longuement travaillé sur une lecture critique des Saintes Écritures dans les premières années de leur vie ensemble.
Tandis que Voltaire travaille sur ses Éléments de la philosophie de Newton, en 1736, afin de vulgariser les théories du scientifique, il a échangé sur ces théories avec Du Châtelet ; il précisera dans la préface lors de la parution en 1738 qu'une certaine partie est issue du travail de celle-ci. Par ailleurs, selon Andrew Brown, un spécialiste de Voltaire : « Ils définissaient des sujets d'étude ensemble, travaillaient ensuite dans leur coin, puis comparaient leurs résultats ». Ils ont par exemple réalisé ensemble des expériences concernant la propagation du feu, ce qui sera l'objet pour chacun d'un traité.

### Critique de Locke et débat sur lamatière pensante
Dans ses écrits, Du Châtelet critique la philosophie de John Locke. Elle insiste sur la nécessité de vérifier la connaissance par l'expérience : « L'idée du célèbre Locke sur la possibilité de la matière pensante est […] abstruse ». Sa critique de Locke trouve son origine dans son commentaire de La Fable des abeilles de Bernard de Mandeville, qu'elle traduit de 1735 à 1738, dans lequel elle se place fermement en faveur des principes universels qui pré-conditionnent la connaissance et l'action humaines, et soutient que ce type de loi est inné. Du Châtelet défend la nécessité d'un présupposé universel, car s'il n'y a pas de tel commencement, tout notre savoir est relatif. De cette manière, Du Châtelet rejette l'aversion de John Locke pour les idées innées et principes antérieurs. Elle rejette également la négation par Locke du principe de contradiction, principe qui constituera plus tard la base de ses réflexions méthodiques dans Institutions de Physique. Au contraire de Locke, elle se place en faveur de la nécessité de principes antérieurs et universels. « Deux et deux pourraient alors faire aussi bien 4 que 6 si les principes antérieurs n'existaient pas ». Les références faites par Pierre Louis Moreau de Maupertuis et Julien Offray de La Mettrie aux délibérations de Du Châtelet sur le mouvement, le libre arbitre, la matière, les nombres et sur la manière de faire de la métaphysique montrent l'importance de ses réflexions déjà de son vivant.

### Mémoire sur la nature du feu
En 1737, le concours de l'Académie royale des sciences pour l'année suivante porte sur la nature du feu et sa propagation. Voltaire s'y inscrit et reprend la théorie des quatre éléments qu'avait élaborée Aristote : le feu étant alors une substance matérielle, il est caractérisé par un poids, et Voltaire décide d'expérimenter afin d'établir cela. Il fait mener des expériences sur la fonte en fusion dans les forges de Cirey, mais elles n'aboutissent pas à ce qu'il attendait : il émet alors une hypothèse qui use de deux théories de l'époque (d'une part en lien avec la phlogistique, d'autre part en lien avec l'oxygène) qui s'affronteront jusqu'aux travaux d'Antoine Lavoisier trente-cinq ans après. Émilie du Châtelet, qui assiste aux expériences mais ne partage pas les hypothèses et analyses de Voltaire, réalise de son côté sa propre Dissertation sur la nature et la propagation du feu et elle participera anonymement au concours sans en parler à Voltaire dans un premier temps; elle réalise ainsi 139 pages de dissertation tentant de synthétiser l'ensemble des connaissances sur le sujet. Aucun des deux érudits ne remportera le prix — qui sera gagné par Euler —, mais la qualité du travail d’Émilie du Châtelet fera qu'il sera publié anonymement par l'Académie en 1739,, et réédité sous son nom en 1744,, puis en 1752. C'est le premier ouvrage écrit par une femme que publie l'Académie et il donne à son auteure une place particulière dans la communauté scientifique du pays,,,. Le mémoire de Voltaire sera également publié par l'Académie.

### Traduction et commentaire desPhilosophiae naturalis principia mathematicade Newton
Philosophiae naturalis principia mathematica — latin pour « Principes mathématiques de la philosophie naturelle » —, souvent abrégées « Principia Mathematica », sont l’œuvre majeure d'Isaac Newton (1642 ou 1643 - 1727) ; elle a été publiée à Londres, en latin en 1687, mais la troisième édition, de 1726 est souvent considérée comme la référence. Émilie du Châtelet en a fait la traduction française et un commentaire, intitulés Principes mathématiques de la philosophie naturelle — commencés en 1745,,, mais publiés après la mort de celle-ci en 1756 sous la direction de Clairaut avec une préface de Voltaire —, la traduction définitive ayant été publiée en 1759. En 2011, Émilie du Châtelet demeure la seule personne à avoir traduit en français cet ouvrage, et sa traduction est encore utilisée de nos jours.
Émilie du Châtelet traduit les textes latins de Newton, mais elle refait aussi les calculs du scientifique ; elle ajoute à la suite de l’œuvre de Newton un commentaire décrivant le système planétaire, définissant les termes utilisés et citant différents scientifiques, puis adjoint au tout une partie scientifique inspirée des travaux de Clairaut avant de terminer avec un résumé des travaux de Daniel Bernoulli concernant les marées. Elle consacrera cinq ans à l'ensemble de ce travail. Au cours de ce travail, elle a aussi un regard critique sur ce qu'elle traduit et émet des hypothèses, qui seront plus tard confirmées par les travaux de Pierre-Simon de Laplace (1749-1827), notamment concernant l'inclinaison de la Terre sur un point qu'avait omis Newton. Clairaut participe à la supervision de la traduction et des calculs.
Concernant la partie Commentaire Algébrique, qui vient après la traduction de l’œuvre de Newton, Voltaire indique dans la préface de l'ouvrage : « c'est un Ouvrage au-dessus de la traduction. Madame du Châtelet y travailla sur les idées de M. Clairaut : elle fit tous les calculs elle-même, et quand elle avait achevé un chapitre, M. Clairaut l'examinait et le corrigeait. (…) M. Clairaut faisait encore revoir par un tiers les calculs, quand ils étaient mis au net, de sorte qu'il est moralement impossible qu'il se soit glissé dans cet Ouvrage une erreur d'inattention (…) ».
L'édition finale de cette traduction est publiée en 1759, dix ans après la mort de la traductrice ; elle comporte deux volumes in-4° et fait environ 400 pages. La traduction de l’œuvre de Newton en occupe un volume et demi, le reste étant formé par le commentaire et les compléments apportés par Émilie du Châtelet. Il existe toutefois 8 à 12 exemplaires connus datés de 1756 selon l'historien I. Cohen, antérieurs à l'édition principale.

### Institutions de physique

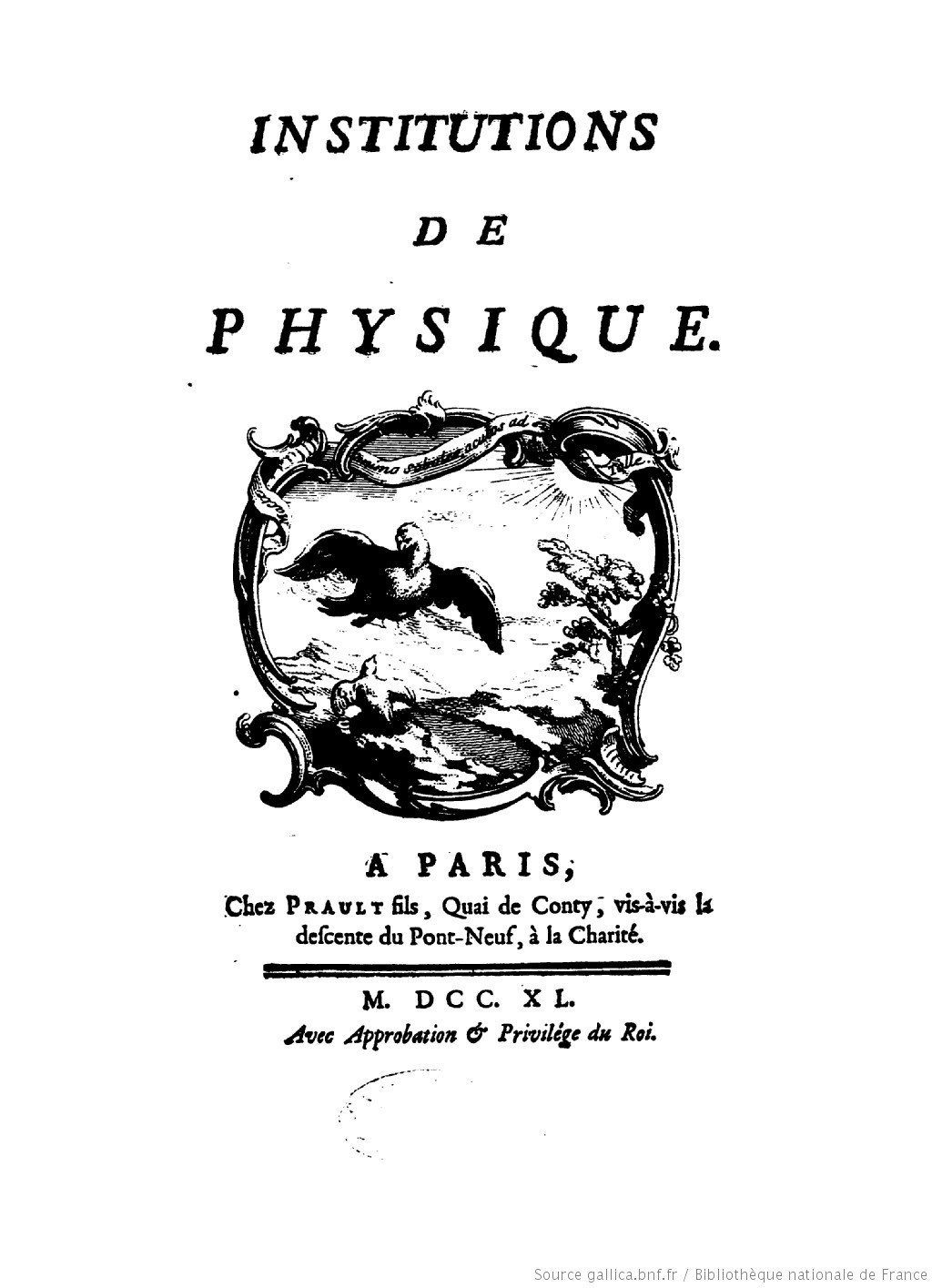
Page de titre des Institutions de physique, Madame du Châtelet, 1740.

Lors d'une période à Bruxelles, durant laquelle elle prend notamment des cours de mathématiques avec le mathématicien Samuel König, Émilie du Châtelet travaille sur son nouvel ouvrage. Ce nouveau professeur lui permet de mieux connaitre les travaux de Leibniz en physique.
Les Institutions de physique sont l'œuvre majeure d’Émilie du Châtelet. L'érudite utilise et confronte les points de vue de Descartes, Isaac Newton et Leibniz afin d'enseigner les nouvelles idées en physique à son fils alors âgé de treize ans.
Le manuscrit est d'abord publié anonymement, mais König fait courir la rumeur qu'il en est l'auteur et la marquise du Châtelet sort de l'anonymat lors de la seconde édition de l'œuvre,.
Ce travail, paru au printemps de 1741, fut salué notamment par Maupertuis, mais fut aussi attaqué par le mathématicien, astronome et géophysicien de Mairan, alors secrétaire cartésien de l’Académie des Sciences, ce qui renouvela la « querelle des forces vives » déclenchée en 1686.
Trois ans après sa parution, ce traité est traduit dans plusieurs langues, dont l'italien. En mai 1746, Émilie du Châtelet devient membre associé de l’Académie de Bologne.
Certains passages du manuscrit sont plagiés par Jean-Baptiste de La Chapelle dans le tome 8 de l'Encyclopédie, publié en 1766.

## Publications

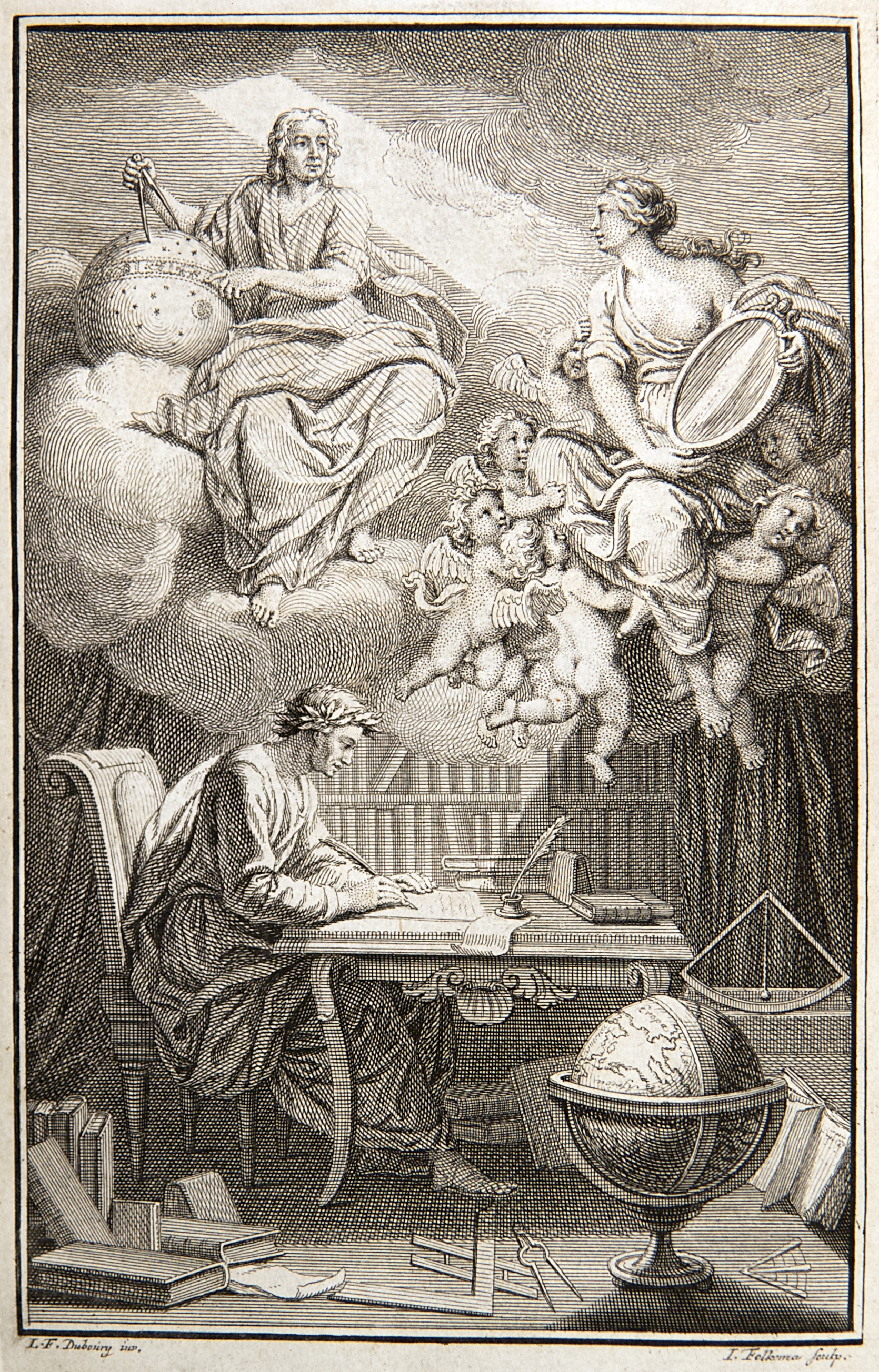
Frontispice de la traduction des Principia de Newton.

- Mémoire sur la nature du feu, 1739 ; premier mémoire scientifique élaboré par une femme à être publié par l'Académie des sciences de Paris[15].
- Institutions de Physique[37], Paris, 1740, in-8°. Le contenu de l'ouvrage est à l'origine d'une controverse sur la théorie des forces, entre Émilie du Châtelet et le mathématicien Jean-Jacques Dortous de Mairan[19].
- Réponse de Madame *** à la lettre que M. de Mairan,… lui a écrite le 18 février 1741 sur la question des forces vives… Bruxelles : Foppens, 1741[38]. Et aussi : Réponse de Mme la Mise Du Chastelet à la lettre que M. de Mairan, secrétaire perpétuel de l'Académie royale des sciences, lui a écrite, le 18 février 1741, sur la question des forces vives. Bruxelles : Foppens, 1741[38].
- Analyse de la philosophie de Leibniz, 1740.
- Réponse de Mme la Marquise Du Chastelet à la lettre que M. de Mairan, secrétaire perpétuel de l'Académie royale des sciences, lui a écrite, le 18 février 1741, sur la question des forces vives[39] (16 mars 1741).
- Dissertation sur la nature et la propagation du feu, Paris, 1744[38], in-8°.
- Trad. des Principes de Newton, édition préliminaire (1756) et définitive (Paris : Desaint et Saillant, 1759) posthume, publiée sous le titre de Principes mathématiques de la philosophie naturelle, éditée[40] et revue[41] par Clairaut, avec une préface de Roger Cotes et une préface de Voltaire[34] (Éloge). 2 vol.
- Principes mathématiques de la philosophie naturelle, traduction de Newton, Paris, 1766[42].
- Discours sur le bonheur, écrit vers 1747, publié en 1779[15] ou en 1796 dans Opuscules philosophiques et littéraires, la plupart posthumes ou inédites[38].
- Doutes sur les religions révélées, adressés à Voltaire. Paris, 1792[38], in-8°.
- Opuscules philosophiques et littéraires, 1796. Contient des textes de plusieurs auteurs : Denis Diderot (1713-1784), Gabrielle-Émilie Le Tonnelier de Breteuil Du Châtelet (marquise, 1706-1749), César Chesneau Du Marsais (1676-1756), Jacques Necker (1732-1804)[38].
- De l'existence de Dieu[43] (imprimé à la suite de l’édition de ses lettres de 1806, chez N. Xhrouet) et un certain nombre de lettres inédites au comte d’Argental, Paris, 1782 ; Paris, 1806, in-12° ; Paris, 1818, in-8°, éditées par Eugène Asse, Paris, 1878, in-12°.

## Héritage et postérité
Après sa mort, Émilie du Châtelet est longtemps restée à la postérité non comme une savante, mais uniquement comme la compagne de Voltaire. C'est après les années 1970 que son œuvre est étudiée, notamment sous l'impulsion d'Elisabeth Badinter, en tant que telle et sous l'angle de la position des femmes dans le paysage intellectuel du XVIIIe siècle.

## Hommages

### Hommages
Dès 1746, des experts allemands la comptent parmi les dix savants les plus célèbres de l'époque, dans le monde. De nos jours, elle est considérée comme la première femme de sciences en France.
Voltaire écrit la concernant : Éloge historique de Madame la Marquise du Châtelet ; à la mort d’Émilie du Châtelet, il écrit : « J'ai perdu un ami de vingt-cinq années, un grand homme qui n'avait de défaut que d'être femme [!], et que tout Paris regrette et honore. On ne lui a pas peut-être rendu justice pendant sa vie ».
Le 17 décembre 2021, à l'occasion du 315e anniversaire de sa naissance, le moteur de recherche Google lui consacre un Doodle,.

### Représentations
Un portrait d’Émilie du Châtelet semblable à celui par Marianne Loir, appartenant alors à la collection de Breteuil et exposé dans la Villa Taylor à Marrakech, est reproduit par Narjess Ghacem-Benkirane et Philippe Saharoff dans Marrakech, demeures et jardins secrets.
En 2019, un timbre à son effigie est émis par La Poste.

### Institutions
L’Institut Émilie-du-Châtelet « pour le développement et la diffusion des recherches sur les femmes, le sexe et le genre » est le premier centre de recherches français voué aux problématiques des études portant sur le genre.

### Lieux d'enseignement
Plusieurs établissements d'enseignement ou liés à l'enseignement portent son nom :
- Lycée polyvalent à Serris-Val d'Europe près de Disneyland Paris (en France).
- Lycée polyvalent Émilie-de-Breteuil à Montigny-le-Bretonneux, à une vingtaine de kilomètres de Paris.
- Collège à Deuil-la-Barre, dans le Val-d'Oise, à Vaubecourt, dans la Meuse.
- Résidence universitaire à Gif-sur-Yvette, sur le plateau de Saclay.
- Ecole primaire à Massy dans l'Essonne.
- Groupes scolaires à Clichy-la-Garenne dans les Hauts-de-Seine, à Crespières dans les Yvelines, à Toulouse en Haute-Garonne.

### Voies publiques
Plusieurs voies publiques portent le nom d'Émilie du Châtelet :
- des rues Émilie-du-Châtelet à Alfortville (Val-de-Marne), à Cirey-sur-Blaise (Haute-Marne), et dans le 13e arrondissement de Paris[49],
- une impasse à La Ville-aux-Dames (Indre-et-Loire),
- une promenade Émilie-du-Châtelet à Nancy,
- une allée Émilie du Châtelet à Eymoutiers,

### Autres toponymes
Le cratère vénusien du Chatelet est ainsi nommé en son honneur.
L'astéroïde (12059) du Châtelet est également nommé en son honneur.

### Téléfilm
- Divine Émilie d'Arnaud Sélignac sur un scénario d’Élisabeth Badinter et Chantal de Rudder ; avec Léa Drucker dans le rôle-titre et Thierry Frémont dans le rôle de Voltaire ; diffusé le 29 décembre 2007 sur France 3.

### Documentaire
Émilie du Châtelet est interprétée par Hélène de Fougerolles dans le documentaire-fiction de Gary Johnstone, E = mc², une biographie de l'équation, diffusé en 2005 sur Arte.

### Opéra
- Émilie, opéra de Kaija Saariaho[51].

### Bande dessinée
Elle est l'héroïne de Voltaire très amoureux de Clément Ouberie, 2019, Les arènes BD.
Elle fait également l'objet d'un portrait dans la bande dessinée Les Oubliés de la science de Camille Van Belle (Alisio Sciences, 2022).